# محوطه تنگ قلا ۱
محوطه تنگ قلا ۱ مربوط به عصر مس - عصر آهن است و در شهرستان خرم‌آباد، بخش پاپی، دهستان کشور، ۴ کیلومتری غرب دره نسو، منطقه تنگ قلا واقع شده و این اثر در تاریخ ۱۸ اسفند ۱۳۸۷ با شمارهٔ ثبت ۲۵۲۶۳ به‌عنوان یکی از آثار ملی ایران به ثبت رسیده است.